# Brusnik (Pakrac)
Brusnik is een plaats in de gemeente Pakrac in de Kroatische provincie Požega-Slavonië. De plaats telt 29 inwoners (2001).